# Taça das Regiões da FPF de 2013–14
A Taça das Regiões da FPF de 2013-14 foi a edição de de 2013-14 da Taça das Regiões, organizada pela Federação Portuguesa de Futebol, também conhecida como Torneio Eusébio das Regiões. 
A selecção da Associação de Futebol de Leiria venceu a competição e representou Portugal na Taça das Regiões da UEFA de 2015.

## Participantes
Participam nesta competição as 15 selecções distritais que se inscreveram: 
- Algarve
- Beja
- Braga
- Bragança
- Castelo Branco
- Coimbra
- Guarda
- Leiria
- Lisboa
- Portalegre
- Santarém
- Setúbal
- Viana do Castelo
- Vila Real
- Viseu

As selecções estão restringidas a jogadores que disputem os campeonatos distritais (abaixo do Campeonato Nacional de Seniores), e que nunca tenham celebrado um contrato como jogadores profissionais. As equipas são constituídas por jogadores nascidos após 1984, podendo inscrever ainda três jogadores nascidos de 1980 a 1984.
A competição foi disputada em duas fases: uma fase de grupos de 4 equipas, jogando num sistema todos contra todos a uma volta, entre os dias 8 e 10 de Novembro de 2013.
A segunda fase foi disputada pelas 4 equipas mais bem classificadas da fase anterior, no mesmo sistema, entre os dias 3 e 5 de Janeiro de 2014.
O vencedor foi o representante português na Taça das regiões da UEFA 2014-15.

## Primeira Fase

### Grupo 1
Os jogos desta fase decorreram em Vila Real.
| Equipa           | Pts | J | V | E | D | GP | GC | SG |
| ---------------- | --- | - | - | - | - | -- | -- | -- |
| Braga            | 9   | 3 | 3 | 0 | 0 | 5  | 0  | +5 |
| Bragança         | 4   | 3 | 1 | 1 | 1 | 3  | 5  | -2 |
| Viana do Castelo | 4   | 3 | 1 | 1 | 1 | 4  | 3  | +1 |
| Vila Real        | 0   | 3 | 0 | 0 | 3 | 2  | 6  | -4 |

|                  | BRA | VR  | BGÇ | VC  |
| ---------------- | --- | --- | --- | --- |
| Braga            |     | 1–0 | 3–0 | 1–0 |
| Vila Real        |     |     | 1–2 | 1–3 |
| Bragança         |     |     |     | 1–1 |
| Viana do Castelo |     |     |     |     |

### Grupo 2
Os jogos desta fase decorreram em Viseu.
| Equipa  | Pts | J | V | E | D | GP | GC | SG |
| ------- | --- | - | - | - | - | -- | -- | -- |
| Leiria  | 6   | 3 | 2 | 0 | 1 | 5  | 1  | +4 |
| Coimbra | 5   | 3 | 1 | 2 | 0 | 3  | 2  | +1 |
| Viseu   | 4   | 3 | 1 | 1 | 1 | 4  | 3  | +1 |
| Guarda  | 1   | 3 | 0 | 1 | 2 | 0  | 6  | -6 |

|         | VIS | LEI | GUA | COI |
| ------- | --- | --- | --- | --- |
| Viseu   |     | 0–1 | 2–0 | 2–2 |
| Leiria  |     |     | 4–0 | 0–1 |
| Guarda  |     |     |     | 0–0 |
| Coimbra |     |     |     |     |

### Grupo 3
Os jogos desta fase decorreram em Beja.
| Equipa         | Pts | J | V | E | D | GP | GC | SG |
| -------------- | --- | - | - | - | - | -- | -- | -- |
| Beja           | 7   | 3 | 2 | 1 | 0 | 4  | 1  | +3 |
| Algarve        | 5   | 2 | 1 | 2 | 0 | 2  | 1  | +1 |
| Portalegre     | 4   | 3 | 1 | 1 | 1 | 1  | 1  | 0  |
| Castelo Branco | 0   | 3 | 0 | 0 | 3 | 0  | 4  | -4 |

|                | ALG | POR | CB  | BEJ |
| -------------- | --- | --- | --- | --- |
| Algarve        | –   | 0–0 | 1–0 | 1–1 |
| Portalegre     | –   | –   | 1–0 | 0–1 |
| Castelo Branco | –   | –   | –   | 0–2 |
| Beja           | –   | –   | –   | –   |

### Grupo 4
Os jogos desta fase decorreram em Setúbal.
| Equipa   | Pts | J | V | E | D | GP | GC | SG |
| -------- | --- | - | - | - | - | -- | -- | -- |
| Setúbal  | 4   | 2 | 2 | 0 | 0 | 3  | 2  | +1 |
| Lisboa   | 2   | 2 | 0 | 2 | 1 | 4  | 4  | +0 |
| Santarém | 1   | 2 | 0 | 1 | 1 | 2  | 3  | -1 |

|          | SET | LIS | SAN |
| -------- | --- | --- | --- |
| Setúbal  |     | 2–2 | 1–0 |
| Lisboa   |     |     | 2–2 |
| Santarém |     |     |     |

## Fase Final
A Fase Final foi disputada a 4 e 5 de Janeiro nos campos do Centro Desportivo Nacional do Jamor.
| Equipa  | Pts | J | V | E | D | GP | GC | SG |
| ------- | --- | - | - | - | - | -- | -- | -- |
| Setúbal | 7   | 3 | 2 | 1 | 0 | 3  | 0  | +3 |
| Braga   | 4   | 3 | 1 | 1 | 1 | 5  | 3  | +2 |
| Leiria  | 4   | 3 | 1 | 1 | 1 | 4  | 5  | -1 |
| Beja    | 1   | 3 | 0 | 1 | 2 | 3  | 7  | –4 |

|         | BRA | SET | LEI | BEJ |
| ------- | --- | --- | --- | --- |
| Braga   |     | 1–1 | 0-1 | 4–1 |
| Setúbal |     |     | 2-0 | 3-2 |
| Leiria  |     |     |     | 0–0 |
| Beja    |     |     |     |     |